# Klášterec nad Ohří
Klášterec nad Ohří (en alemán, Klösterle an der Eger) es una ciudad de la República Checa situada en el distrito de Chomutov, región de Ústí nad Labem. Tiene una población estimada, a inicios de 2021, de 14 365  habitantes.
La ciudad se sitúa entre los Montes Metálicos y los Montes Doupov, a unos 70 km al suroeste de Ústí nad Labem y a 97 km al noroeste de Praga, en la ribera del río Ohře (en alemán, Eger), del que toma la segunda parte de su nombre, que viene a significar, en ambos idiomas, "pequeño monasterio junto al Ohře/Eger".
Klášterec fue fundada en el siglo XII por monjes benedictinos procedentes de la localidad de Postoloprty, que erigieron  el pequeño monasterio (claustrellum) que sigue dando nombre a la ciudad, pese a que quedó abandonado ya en el siglo XIII. En 1621, como consecuencia de las convulsiones políticas relacionadas con  la Guerra de los Treinta Años, la ciudad y su comarca quedó en poder de la familia Thun und Hohenstein, sostén de los Habsburgo, que confiscó el castillo a sus anteriores propietarios, aunque poco después fue arrasado por dos veces por tropas suecas en el curso de la guerra y hubo de ser reconstruido, ya en estilo barroco.
La familia Thun-Hohenstein fundó en 1794 una fábrica de porcelana que trajo un importante crecimiento demográfico y dio renombre a Klášterec en toda la región. Aún hoy continúa la producción de porcelana en la ciudad bajo la marca comercial "Thun", aunque la fábrica fue nacionalizada en 1945 y sus propietarios desposeídos y expulsados, como lo fue el resto de la población de lengua alemana.
En el patrimonio histórico-artístico de la ciudad destaca el ya mencionado castillo de Klášterec, comenzado a construir en 1514 como típico castillo del Renacimiento, pero que luego experimentó varias reformas y reconstrucciones hasta alcanzar su actual estilo neogótico en la restauración llevada a cabo entre 1856 y 1860 bajo la dirección del arquitecto Václav Hagenauer. El castillo alberga un importante museo de la porcelana (no solo checa, sino también europea, china y japonesa) y frente a él se alza la "Sala terrena" de estilo barroco, con esculturas de Jan Brokoff, y un jardín inglés, creado progresivamente a partir del siglo XIX. Cerca de la "Sala terrena" se encuentra la también barroca Iglesia de la Trinidad, construida entre 1665 y 1670.

## Galería

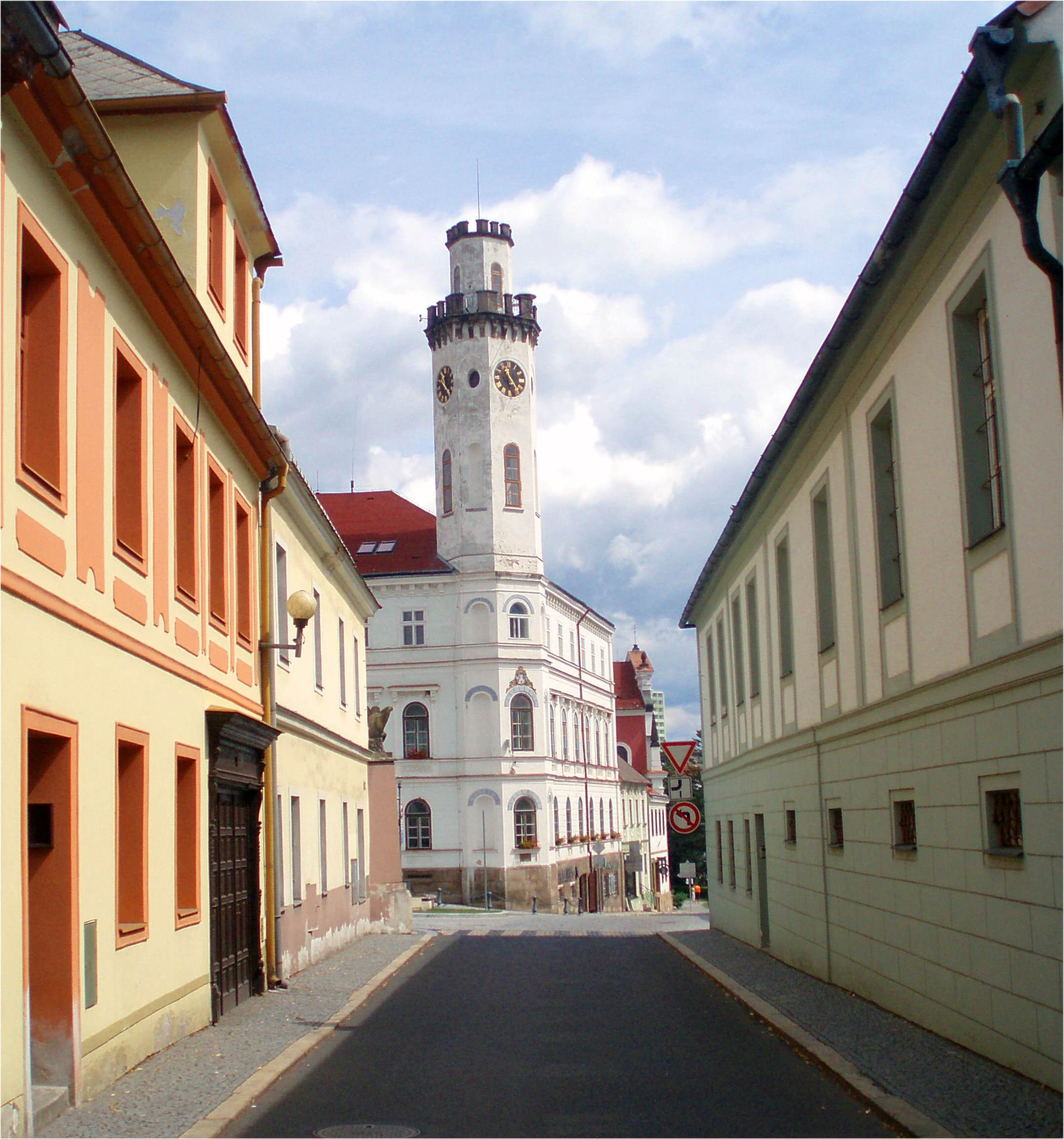
Ayuntamiento neogótico
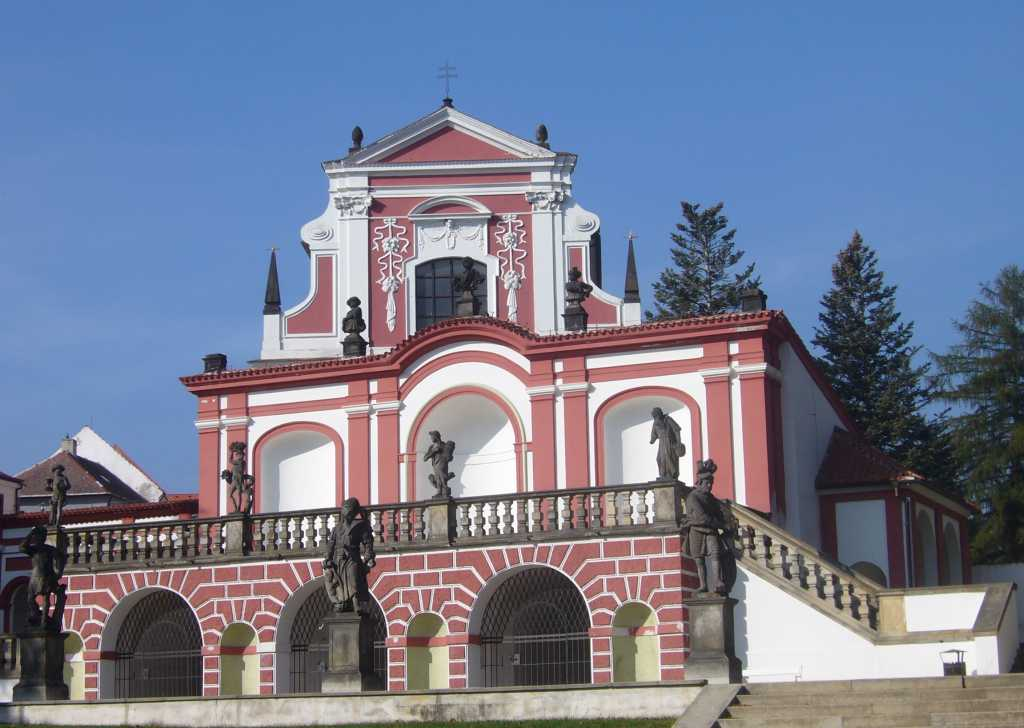
"Sala terrena"
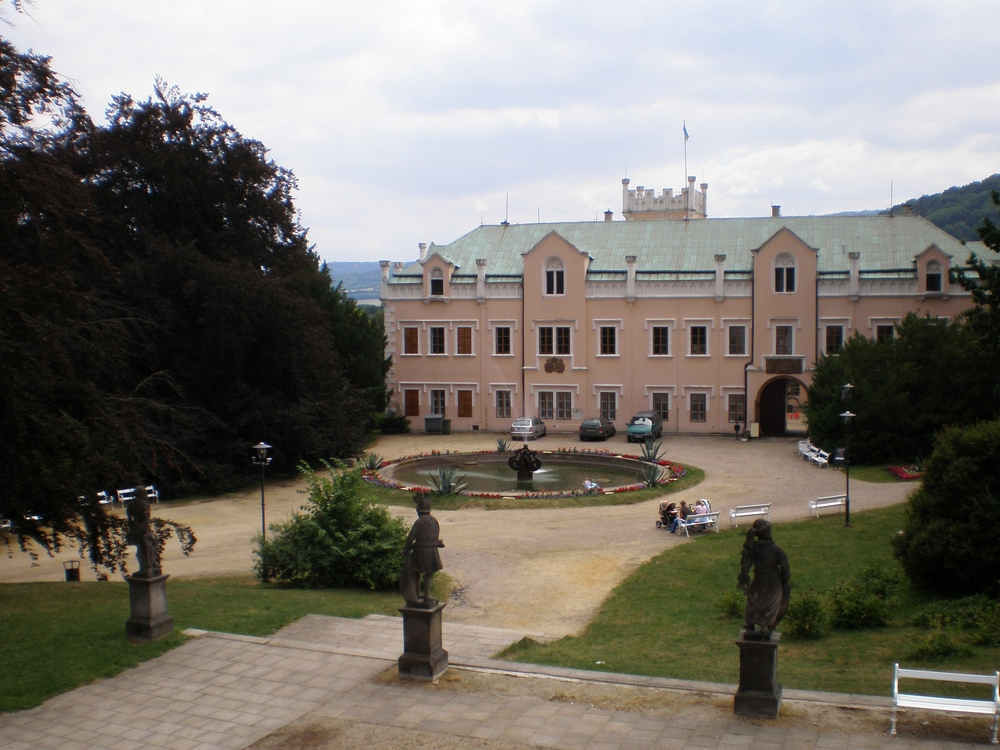
Castillo